# Karel Palouš
Karel Palouš (11. července 1913, Loukov (Háje nad Jizerou) – 16. dubna 1999 Praha) byl český herec, režisér, divadelní ředitel a pedagog.

## Životopis

### Angažmá
Od roku 1936 byl hercem a režisérem v divadle v Ostravě. V roce 1943 byl krátce členem činoherního souboru divadla na Kladně. V sezóně 1943/1944 působil jako herec a režisér v pražském Nezávislém divadle. Spolu s ním přišel z Ostravy a působil zde Jan Škoda jako umělecký šéf a režisér a Jan Sládek, výtvarník. 
V letech 1945–1987 byl režisérem v pražském Realistickém divadle. . V roce 1950 se stal i ředitelem tohoto divadla  a to až do roku 1976, kdy předal ředitelskou funkci Zdeňku Buchvaldkovi. V roce 1950 angažoval režiséra Miroslava Macháčka a dramaturga Sergeje Machonina.  V roce 1962 angažoval do Realistického divadla Jiřinu Štěpničkovou po návratu z vězení, v roce 1975 Otu Sklenčku, vyloučeného z KSČ a zbaveného možnosti pracovat v Městských divadlech pražských a na DAMU. .
Kromě činoherní režie se věnoval také režii operní.  V letech 1947–1950 a pak v roce 1968 režíroval příležitostně v pražském Národním divadle, kde uvedl několik oper českých autorů.
Po roce 1948 pohostinsky režíroval také ve Vesnickém divadle a ve Východočeském divadle v Pardubicích, nad kterým mělo Realistické divadlo patronát. 

### Pedagogická činnost
Od roku 1965 byl profesorem na DAMU.

### Politický postoj
V roce 1946 podepsal prokomunistické „Májové poselství kulturních pracovníků českému lidu!“ publikované před parlamentními volbami do Národního shromáždění. Tento předvolební manifest podepsalo celkem 843 kulturních pracovníků a komunisté volby vyhráli. V roce 1948 podepsal výzvu prokomunistické inteligence Kupředu, zpátky ni krok!, jež byla vydána dne 25. února 1948 na podporu komunistického převratu. V roce 1977 podepsal „Antichartu“. Stávajícím režimem byl oceňován.

## Ocenění
- 1949 Státní cena [12]
- 1950 Cena Divadelní žatvy 1950
- 1951 titul Laureát státní ceny Klementa Gottwalda [13]
- 1963 titul zasloužilý umělec

## Režijní práce
Po roce 1948 propagoval metody Stanislavského. Vystoupil na celostátní konferenci k odkazu K. S. Stanislavského, která se konala ve dnech 24.–25. září 1951. Jeho nastudování Revizora N. V. Gogola zde bylo vyzvedáváno jako nejlepší uplatnění Stanislavského metody v praxi. Svůj příspěvek přednesl i na konferenci divadelníků k odkazu J. K. Tyla, jež probíhala v roce 1951 na Dobříši pod heslem „S odkazem našich klasiků do boje za socialistickou kulturu, za mír“.

## Divadelní režie, výběr
- 1937 R. Kipling, V. M. Volkenštejn: Mauglí, Městské divadlo Ostrava
- 1938 Jaroslav Kvapil: Princezna Pampeliška, Městské divadlo Ostrava (Karel Palouš současně vystoupil v roli: Primátorův syn)
- 1938 J. K. Tyl: Strakonický dudák, Městské divadlo Ostrava
- 1939 Bedřich Smetana: Dvě vdovy (opera), Stadttheater Ostrava
- 1940 Božena Němcová, A. Kučerová-Fischerová: Babička, Stadttheater Ostrava, (současně vystoupil v roli: Pan Prošek, babiččin zeť)
- 1940 Jiří Mahen: Ulička odvahy, Stadttheater Ostrava
- 1940 Giacomo Puccini: Bohéma (opera), Stadttheater Ostrava
- 1940 Antonín Dvořák: Rusalka, Stadttheater Ostrava
- 1940 Vítězslav Nezval: Manon Lescaut, Stadttheater Ostrava (v roli Manon Jana Ebertová, v roli Rytíř de Grieux Eduard Dubský)
- 1941 Josef Štolba: Vodní družstvo, Národní dům Ostrava (současně vystoupil v roli: Bartoloměj Vosyka, Zelenkův šafář)
- 1941 Bedřich Smetana: Prodaná nevěsta (opera), Národní dům Ostrava
- 1941 Fráňa Šrámek: Plačící satyr, Národní dům Ostrava
- 1941 Euripides: Médeia, Národní dům Ostrava (současně vystoupil v roli: Vychovatel)
- 1942 Miloš Hlávka: Světáci, Národní dům Ostrava
- 1942 W. A. Mozart: Don Giovanni (opera), Národní dům Ostrava
- 1942 Bedřich Smetana: Tajemství (opera), Národní dům Ostrava
- 1943 Paul Sarauw: Všechno, nebo nic, Národní dům Ostrava (Karel Palouš byl současně autorem scény)
- 1943 Jan Drda: Jakož i my odpouštíme, Katolický dům Ostrava
- 1943 Fráňa Šrámek: Plačící satyr, Nezávislé divadlo
- 1943 František Němec: Likajdovic tetička, Nezávislé divadlo
- 1944 Bedřich Smetana: Dvě vdovy (opera), Národní dům Ostrava
- 1944 Bedřich Smetana: Hubička (opera), Národní dům Ostrava
- 1945 John Steinbeck: O myších a lidech, Realistické divadlo[18]
- 1945 František Langer: Velbloud uchem jehly, Realistické divadlo
- 1946 A. N. Ostrovskij: Bouře, Realistické divadlo
- 1946 Eugene O´Neill: Farma pod jilmy, Realistické divadlo
- 1947 P. A. C. de Beaumarchais: Figarova svatba, Realistické divadlo
- 1948 Arthur Miller: Všichni moji synové, Realistické divadlo
- 1949 Bedřich Smetana: Dalibor (opera), Národní divadlo
- 1949 Bedřich Smetana: Prodaná nevěsta (opera), Národní divadlo
- 1949 A. N. Ostrovskij: Bouře, Východočeské divadlo Pardubice (režie j.h.)
- 1949 Miloslav Stehlík: Mordová rokle, Realistické divadlo [19]
- 1950 Bedřich Smetana: Hubička (opera), Národní divadlo
- 1950 Zdeněk Fibich: Šárka (opera), Národní divadlo
- 1952 J. K. Tyl: Strakonický dudák, Realistické divadlo
- 1953 Vojtěch Cach: Mostecká stávka, Realistické divadlo
- 1954 William Shakespeare: Romeo a Julie, Realistické divadlo
- 1955 J. K. Tyl: Jan Hus, Realistické divadlo
- 1957 William Shakespeare: Macbeth, Realistické divadlo
- 1958 F. Pavlíček: Černá vlajka, Realistické divadlo
- 1958 Bertolt Brecht: Galileo Galilei, Realistické divadlo
- 1959 A. P. Čechov: Višňový sad, Realistické divadlo
- 1959 K. V. Rais: Zapadlí vlastenci, Divadlo Jiřího Myrona v Ostravě
- 1960 M. Kubátová: Skleněná panna, Realistické divadlo
- 1962 Arthur Miller: Vzpomínka na dva pondělky, Realistické divadlo
- 1963 Marcel Pagnol: Malajský šíp, Realistické divadlo
- 1964 Eugene O´Neill: Smutek sluší Elektře, Realistické divadlo (Jiřina Štěpničková v roli Kristiny)
- 1966 Alois a Vilém Mrštníkové: Maryša, Realistické divadlo
- 1968 Bedřich Smetana: Libuše (opera), Národní divadlo
- 1973 Oldřich Daněk: Hvězda jménem Praha, Realistické divadlo
- 1979 A. N. Ostrovskij: I chytrák se spálí, Realistické divadlo
- 1980 J. K. Tyl: Drahomíra a její synové, Realistické divadlo
- 1981 Fráňa Šrámek: Měsíc nad řekou, Realistické divadlo
- 1982 J. Kopecký: Komedyje o dvouch kupcích a Židoj Šilokoj, Realistické divadlo
- 1984 A. N. Ostrovskij: Vlci a ovce, Realistické divadlo
- 1986 F. Vodseďálek: Nová komedie o Libuši a dívčí vojně v Čechách, Realistické divadlo
- 1994 Alois Jirásek: Lucerna, Středočeské divadlo Kladno (režie j.h.)

## Divadelní role, výběr
- 1935 František Langer: Jízdní hlídka, Mladší zajatec, Frýdek-sokolovna (Lidový dům), režie Jiří Myron
- 1936 František Langer: Periferie, Druhý strážník, Městské divadlo Ostrava, režie Jan Škoda
- 1937 Karel Čapek: Bílá nemoc, Novinář, Městské divadlo Ostrava, režie Antonín Kurš
- 1937 William Shakespeare: Král Lear, Vévoda francouzský, Šlechtic z družiny Albanovy, Posel, Městské divadlo Ostrava, režie Jan Škoda
- 1938 Jaroslav Žák: Škola, základ života, Daniel Boukal, básník a estét, Městské divadlo Ostrava, režie Karel Konstantin
- 1938 Edmond Konrád: Kde se žebrá, Strážník, Městské divadlo Ostrava, režie Jiří Myron
- 1939 F. F. Šamberk: Jedenácté přikázání, Ferdík, kupecký mládenec, Stadttheater Ostrava, režie Karel Konstantin
- 1939 Karel Čapek: RUR, Robot Primus, Městské divadlo Ostrava, režie Karel Konstantin
- 1940 Gerhart Hauptmann: Bobří kožich, Doktor Fleischer, Národní dům Ostrava, režie Jiří Myron
- 1941 Hermann Heinz Ortner: Isabela Španělská, Lopez de Barco, Národní dům Ostrava, režie Jan Škoda
- 1941 William Shakespeare: Romeo a Julie, Bratr Lorenzo, františkán, Národní dům Ostrava, režie Jan Škoda
- 1942 Ladislav Stroupežnický: Naši furianti, Kašpar Šmejkal, sedlák a obecní výbor, Národní dům Ostrava, režie Jan Škoda
- 1942 Giovacchino Forzano: Průvan, Lékař, Národní dům Ostrava, režie Táňa Hodanová

## Filmografie
- 1969 S láskou nejsou žádné žerty (divadelní záznam), spolurežie s Františkem Laurinem
- 1980 I chytrák se spálí (divadelní záznam), spolurežie s Františkem Laurinem

## Citát
| „               | Ohlížím-li se do historie Realistického, kde jsem odsloužil podstatnou dobu hereckého života, pak nemohu nevzpomenout těch, kteří nás vedli. Ředitelem byl Karel Palouš a to samo o sobě už byla zvláštnost a výjimečnost u českého divadla, protože být ředitelem tak dlouho jako byl on, to nevydržel nikdo. Palouš jím byl snad déle, než sám Vendelín Budil v Plzni. Karel byl nazývaný ztracencem divadla. Ctitelem, který byl v divadle od rána do večera. Měl vzácný vztah k hercům. Neuměl pracovat bez harmonického vztahu. Ojedinělý vztah měl k české klasice a nebyl to vztah folkloristický, zdobný či dokonce konjunkturální. Lásku k českému divadlu i k jeho historii měl v sobě hluboko uloženou. | “ |
| — Josef Vinklář | |   |